# Federico Caffè
Federico Caffè, né à Pescara le 6 janvier 1914, disparu le 15 avril 1987 et déclaré mort le 30 octobre 1998, est un économiste italien notable de l'école keynésienne.

## Biographie
Federico Caffè est diplômé en Sciences Commerciales de l'Université La Sapienza de Rome en 1936. Il a commencé sa carrière en travaillant à la Banque d'Italie, avant de devenir professeur à l'Université de Messine. À partir de 1959, il enseigne la Politique Économique et Financière à l'Université de Rome La Sapienza, formant plusieurs générations d'économistes.
Federico Caffè est un mentor pour plusieurs générations d'économistes italiens, dont beaucoup assument des postes de direction dans le milieu universitaire, la vie politique et de l'administration publique italienne comme, entre autres, l'ancien Gouverneur de la Banque d'Italie, et de la BCE Mario Draghi, le Gouverneur de la Banque d'Italie, Ignazio Visco, le Ministre de la protection sociale Enrico Giovannini, les l'économistes Ezio Tarantelli, tué par les Brigades rouges en 1985 dans la cour de la Faculté d'Économie à Rome, Nicola Acocella, Fernando Vianello et  Daniele Archibugi.
Federico Caffè s'est particulièrement intéressé à la politique économique et sociale. L'un de ses livres, Lezioni di politica economica (Leçons de Politique Économique), est considéré comme le résumé complet de ses idées. Fervent critique de libre-échange, il est de son propre aveu d'inspiration Keynésienne et intéressé par le modèle social scandinave.

## Disparition
Le 15 avril 1987, Federico Caffè a soudainement disparu, peu de temps après avoir quitté l'enseignement universitaire. Il a été officiellement déclaré mort, le 30 octobre 1998. Le mystère demeure : suicide ou disparition volontaire ?

## Monuments commémoratifs
Plusieurs institutions portent son nom : la Faculté d'Économie de l'Université de Rome III, l'Université de Roskilde.

### Principaux Ouvrages publiés par Federico Caffè
- Saggi sulla moderna economia del benessere, éditeur Boringhieri, Turin, (1956)
- Economisti moderni, éditeur Garzanti, Milan (1962); réimprimé, Laterza, Bari, (1971).
- Politica economica, Boringhieri, Turin (1966 et 1970 - deux volumes)
- Teorie e problemi di politica sociale, Laterza, Bari (1970)
- Un'economia in ritardo, Boringhieri, Turin (1976)
- Lezioni di politica economica, Bollati Boringhieri, Turin (1978)
- L'economia contemporanea. I protagonisti e altri saggi, Edizioni Studium, Rome, (1981)
- In difesa del welfare state, Rosenberg & Sellier, Turin (1986). Nouvelle version augmentée, 2014, édité par Paolo Ramazzotti,  (ISBN 9788878852341)

### Les œuvres publiées après sa disparition
- La solitudine del riformista, Bollati Boringhieri, Turin (1990), Édité par Nicola Acocella et Maurizio Franzini,  (ISBN 88-339-0556-X)
- Scritti quotidiani, Manifestolibri, Rome (2007),  (ISBN 88-7285-491-1); qui recueille les écrits qu'il a publié sur le journal Il Manifesto de 1976 à 1985.
- Contro gli incappucciati della finanza. Tutti gli scritti: Il Messaggero entre 1974 et 1986, L'Ora, 1983-1987, Édité par Giuseppe Amari, Castelvecchi, 2013.
- La dignità del lavoro, a cura di Giuseppe Amari, Castelvecchi, 2014,  (ISBN 88-6826-570-2)

## Sources
- Acocella, N. (5e édition ed.), F. Caffé, Lezioni di politica economica, Bollati Boringhieri, Turin, 1990,  (ISBN 978-88-339-5457-8).
- Acocella, N., In difesa del welfare state, dieci anni dopo, dans: Acocella, N. & Rey, G. M. & Tibéri, M. (eds), Saggi di politica economica in onore di Federico Caffè, vol. III, Franco Angeli, Milan, 1999.
- Daniele Archibugi, Federico Caffè, solitario maestro, Micromega, n. 2, (1991)
- Ermanno Rea, L'ultima lezione, Einaudi, Turin (1992)
- Riccardo Faucci, L'economia par frammenti di Federico Caffè, Rivista italiana degli economisti, n. 3 (2002)
- Bruno Amoroso,  La stanza rossa - Riflessioni scandinave di Federico Caffè, Edizioni Città Aperta, Troina (Enna), (2004)
- Giuseppe Amari (éditeur), Federico Caffè:  Federico Caffè: un economista per il nostro tempo, Ediesse, Rome,2009.  (ISBN 978-88-230-1298-1)